# 倫訥弗巴赫河

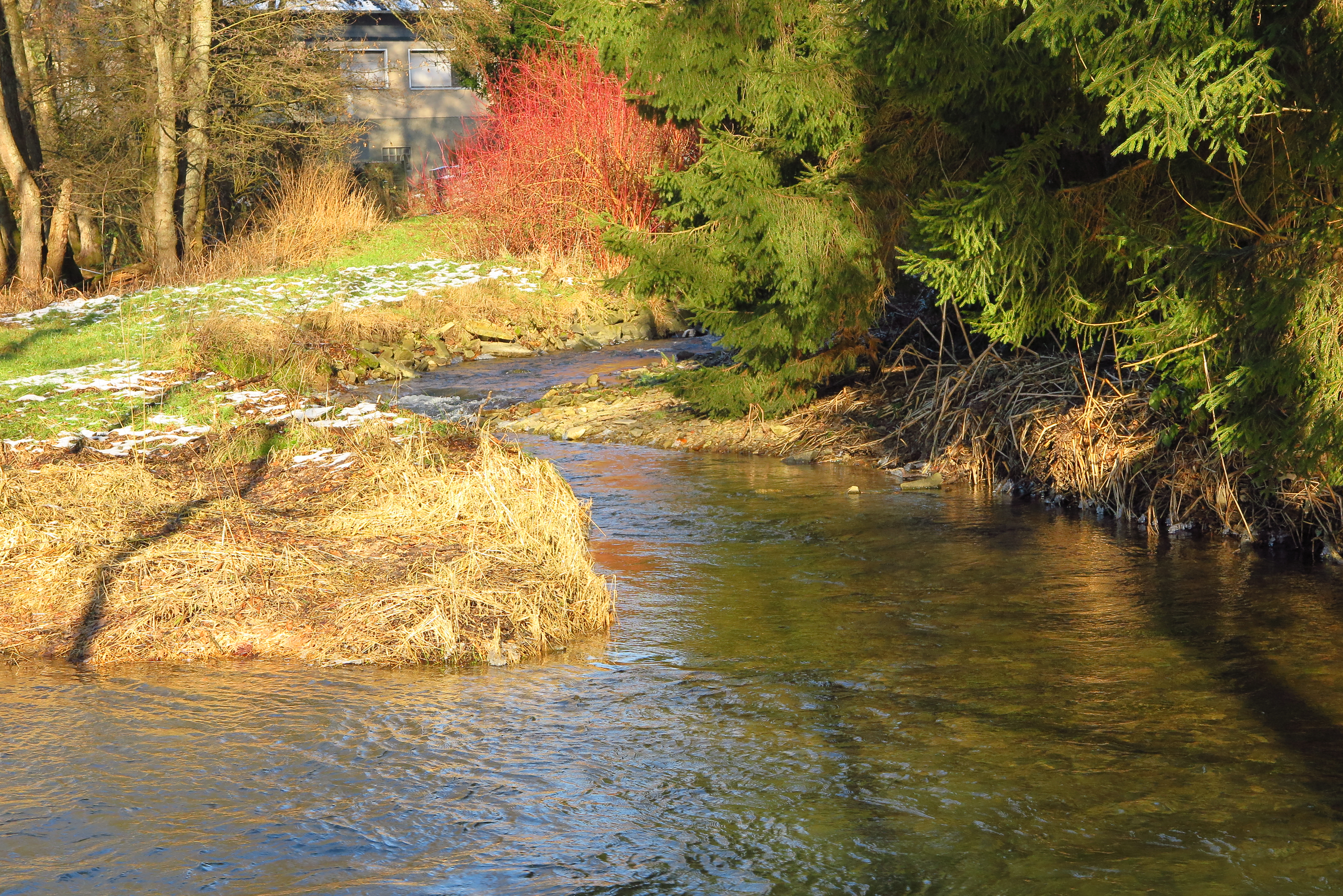

50°58′13.29″N 7°15′29.71″E / 50.9703583°N 7.2582528°E
倫訥弗巴赫河（德語：Lennefer Bach），是德國的河流，位於該國西部，處於北萊茵-威斯特法倫州，屬於敘爾茨河的左支流，河道全長13.6公里，流域面積28.1平方公里。